# Elefant Blau
Elefant Blau va ser una plataforma fundada pels advocats Joan Laporta i Sebastià Roca, creada per a denunciar la gestió del llavors president del Futbol Club Barcelona, Josep Lluís Núñez.
Els objectius de l'organització eren evitar la possibilitat que el Futbol Club Barcelona eixís a borsa i esdevingués una societat anònima esportiva, i que es produís una excessiva inversió en fitxatges.
A finals del 1997 va promoure una moció de censura contra el president del FC Barcelona, Josep Lluís Núñez. Al gener del 1998, amb la presentació de 6.014 signatures que avalaven la iniciativa, es va convocar un referèndum per al 7 de març del mateix any, per decidir si Núñez continuava com a president de l'entitat.
Al referèndum, el president es va ratificar al càrrec, però el gran nombre de vots a favor de la moció (14.358) va consolidar el grup Elefant Blau com una oposició real al president.
El 1999 la plataforma va promoure una auditoria externa per conèixer la situació real del patrimoni del club, ja que considerava que l'endeutament arribava als 14.000 milions de pessetes.
Aquest continu setge al president va fer que al maig del 2000 Núñez renunciés al càrrec i convoqués eleccions per al juny. Després de la victòria de Joan Gaspart i la derrota, dins de la candidatura de Lluís Bassat, dels integrants de la plataforma, aquesta desaparegué.